# Терехов Борис Павлович
Бори́с Па́влович Те́рехов (23 червня 1916, місто Владимир, тепер Російська Федерація — ?, місто Красноярськ, тепер Російська Федерація) — молдавський радянський діяч, міністр меблевої та деревообробної промисловості Молдавської РСР. Кандидат у члени ЦК КП Молдавії в 1971—1976 роках. Член ЦК КП Молдавії в 1976—1990 роках. Депутат Верховної Ради Молдавської РСР 8—11-го скликань.

## Біографія
Народився в родині залізничника. У 1935 році закінчив Муромцевський лісотехнічний технікум.
З 1935 року працював економістом-плановиком Ковжинського ліспромгоспу тресту «Ленліс» Ленінградської області.
У 1940 році закінчив Ленінградську лісотехнічну академію імені Кірова.
У 1940—1941 роках — начальник відділу Народного комісаріату лісової промисловості Молдавської РСР.
У липні 1941—1946 роках — у Червоній армії, учасник німецько-радянської війни. Служив інженером-фортифікатором та командиром 1-ї роти 168-го військово-будівельного загону 10-го фронтового управління оборонного будівництва. Воював на Південно-Західному, Сталінградському, Донському, Південному, 4-му Українському фронтах.
Член ВКП(б) з 1943 року.
У 1946—1950 роках — головний інженер Ужгородського тресту «Закарпатмеблі» Міністерства меблевої промисловості Української РСР.
У 1950—1962 роках — начальник виробничо-технічного відділу, головний інженер, заступник міністра лісової промисловості Молдавської РСР; заступник начальника, начальник відділу Управління метало- і деревообробної промисловості Молдавської РСР; заступник начальника Управління легкої промисловості Ради народного господарства Молдавської РСР.
У 1962—1965 роках — начальник Управління меблевої та деревообробної промисловості Ради народного господарства Молдавської РСР.
У 1965—1971 роках — начальник Управління меблевої та деревообробної промисловості при Раді міністрів Молдавської РСР.
3 березня 1971 — 11 серпня 1988 року — міністр меблевої та деревообробної промисловості Молдавської РСР.
Подальша доля невідома. Помер у місті Красноярську.

## Звання
- технік-лейтенант
- старший технік-лейтенант

## Нагороди
- орден Леніна
- два ордени Вітчизняної війни ІІ ст. (8.08.1945, 1985)
- два ордени Трудового Червоного Прапора
- орден Червоної Зірки (31.12.1944)
- орден «Знак Пошани»
- медаль «За бойові заслуги» (12.06.1944)
- медаль «За оборону Сталінграда» (22.12.1942)
- медаль «За оборону Кавказу» (1944)
- медаль «За перемогу над Німеччиною у Великій Вітчизняній війні 1941—1945 рр.» (1945)
- медалі
- Державна премія Молдавської РСР
- Заслужений працівник промисловості Молдавської РСР (1976)